# Generali Deutschland
Generali Deutschland AG — немецкая холдинговая компания, которая включает в себя более 20 страховых компаний. Generali Deutschland является второй по величине страховой компанией в Германии с доходом в 16 миллиардов евро и 13 миллионами клиентов после Allianz, а после Munich Re и Talanx — четвёртой по величине немецкой страховой группой. Штаб-квартира компании расположена в Мюнхене. На данный момент компания полностью принадлежит одной из крупнейших страховых компаний — Assicurazioni Generali S.p.A. со штаб-квартирой в Триесте. Эта компания активна сегодня в 68 странах мира и занимает 58-е место в списке крупнейших компаний в мире.

## История
Историческое начало Generali Deutschland AG относится к 1824 году, когда была основана страховая компания «Ахенское пожарное страховое общество» (Aachener Feuer-Versicherungs-Gesellschaft). В 1831 году общество было переименовано в «AachenMünchener». Страховое общество неуклонно росло в XIX-XX веках и развивало свою коммерческую деятельность. Вследствие неблагоприятных экономических обстоятельств многие страховые компании слились в 20-е годы XX века, интеграции капиталов привели к формированию групп в немецкой страховой отрасли. После мирового экономического кризиса и, в частности, национал-социалистического периода, а также Второй мировой войны AachenMünchener находился перед новым поворотом в своём развитии. Введение немецких марок привело к новому оживлению немецкой страховой отрасли, за этим последовали последующие приобретения страховых компаний. В конце 1970-х годов были заложены первые юридические основы нынешней корпоративной структуры. AachenMünchener было преобразовано в акционерное общество и в холдинговую компанию, которая была отделена от оперативного бизнеса.
В 1998 году итальянский Assicurazioni Generali приобрел контрольный пакет (более 65 %), который впоследствии непрерывно расширялся. В 2001 году концерн был переименован в AMB Generali Holding AG. В ноябре 2002 года в наблюдательный совет был назначен бывший канцлер Германии Гельмут Коль. В январе 2004 года Allianz продала 9,5 % акций. За этим последовали дальнейшие изменения имен и слияния, прежде чем AMB в июне 2009 года переместила свою штаб-квартиру из Аахена в Кёльн.

### Руководство
Самым большим изменением в последние годы является назначение Джованни Ливерани на пост генерального директора. Весной 2015 года он объявил о своей новой стратегии для Generali Deutschland, в ходе которой объединились Generali Deutschland и Generali Versicherungen, создав новую бизнес-модель страхования жизни и сократив расходы. В этом контексте компания также решила переименовать название холдинга на Generali Deutschland AG, а также переместить штаб-квартиру компании из Кёльна в Мюнхен. Продолжение новой стратегии было объявлено Ливерани осенью 2017 года. Оно предусматривает, в том числе, и эксклюзивное распространение личных продаж через партнера по сотрудничеству Deutsche Vermögensberatung.

## Дочерние компании
Generali Deutschland работает в сферах страхования жизни, медицинского страхования, комплексного страхования частных и коммерческих клиентов, страхования юридических расходов, страхования выезжающих за рубеж и других финансовых услуг.
Многочисленные страховые и финансовые компании работают под эгидой Generali Deutschland, такие как Generali Versicherungen, AachenMünchener, CosmosDirekt, Central Krankenversicherung, Advocard Rechtsschutzversicherung, Deutsche Bausparkasse Badenia, Dialog Lebensversicherung и Europ Assistance.

## Основные показатели
Прибыль компании Generali в Германии в течение 2017 финансового года составила 827 миллионов евро. Общий оборот на 2017 год составил 16 млрд евро. Generali Deutschland насчитывает около 13 миллионов клиентов по всей Германии и приблизительно 11 500 сотрудников к 31 декабря 2017 года.